# Poltrak
Poltrak je ravna črta, ki je na eni strani omejena, na drugi pa gre v neskončnost. Na začetku poltraka leži točka, imenovana krajišče, ki ga omejuje. Poltrak se v krajišču začne in iz njega odide v neskončno matematično ravnino.